# Jean-François Schenk de Stauffenberg
Johann Franz Schenk von Stauffenberg (né le 18 février 1658 à Lautlingen, mort le 12 juin 1740 à Meßkirch) est prince-évêque de Constance à partir de 1704 et de d'Augsbourg à partir de 1737 jusqu'à sa mort.

## Biographie

### Enfance
Jean-François Schenk de Stauffenberg est le quatrième des cinq fils de Wolfgang Friedrich Schenk von Stauffenberg et d'Anna Barbara von Wernau (de). Six jours plus tard, l'enfant est baptisé dans l'église paroissiale Saint-Jean, située à seulement quelques mètres du quartier du château natal.
Le prince-évêque par intérim du diocèse de Constance, Franz Johann Vogt von Altensumerau und Prasberg (de), qui est un parent éloigné, et l'abbesse de Buchau (de), Marie Franziska von Montfort (env. 1660-1742, abbesse de Buchau à partir de 1693) ont agi comme parrains et marraine.

### Chanoine
Johann Franz termine ses études à Dillingen an der Donau en 1675 avant de recevoir la prébende à Constance en 1667. Les parents du jeune chanoine meurent prématurément, le père en 1676 et la mère en 1681. À cette époque, il est encore sous la tutelle de ses deux oncles, Hans Georg von Wernau et Franz Wilhelm von Stain.
En 1682, il reçoit une autre prébende à Augsbourg. Lorsque l'empereur Léopold Ier élève les cinq frères Stauffenberg et leurs cousins au rang de barons héréditaires le 20 janvier 1698, Johann Franz est nommé chantre de la cathédrale de Constance.

### Évêque de Constance
En 1694, il devient évêque coadjuteur (adjoint avec droit de succession en cas de vacance) de l'évêque de Constance Marquard Rudolf von Rodt (de). Celui-ci meurt le 10 juin 1704. La question de nouvelles élections est très importante non seulement pour le chapitre de la cathédrale et le diocèse de Constance, mais aussi pour le gouvernement impérial engagée dans la guerre de Succession d'Espagne. L'empereur s'abstient d'imposer quelqu'un d'autre. L'élection a lieu le 21 juillet 1704. Alors qu'au premier tour Schenken von Stauffenberg obtient 5 voix, l'évêque d'Augsbourg Alexandre-Sigismond de Palatinat-Neubourg et le candidat de Praßberg 3 voix chacun, Johann Franz Schenk von Stauffenberg est élu à l'unanimité le lendemain matin. Dans une lettre du 24 juillet 1704, il écrit dans une lettre au pape Clément XI avoir conscience de la difficulté de la charge en des temps difficiles.
Le diocèse est alors dans une situation sombre. Les dettes élevées de ses prédécesseurs pèsent lourdement. Des compétences diplomatiques sont nécessaires pour consolider à nouveau la situation. Il conçoit sa charge politique à l'égal d'un chevalier impérial.
Sa préoccupation toute particulière est la création d'un séminaire. Dès 1714, il demande des contributions à cet effet. Plus tard, des négociations ont lieu avec la ville de Constance concernant un site approprié. Après avoir voulu y construire sa nouvelle résidence, un échange de terrain lui est proposé, ce que le conseil municipal rejette.
En 1730, commence la construction du séminaire à l'est du nouveau château de Meersburg (de). Le prince-évêque fait don de 5 600 florins pour ce projet de construction. Cent mille florins supplémentaires sont collectés grâce à une fiscalité spéciale du clergé du diocèse. Le maître d'œuvre de l'évêché Christof Gessinger dresse les plans. Après de nombreuses disputes, le bâtiment du séminaire est achevé en 1735. Ce séminaire constitue une réalisation marquante du prince-Évêque pour la formation sacerdotale de son diocèse.

### Évêque d'Augsbourg
Jean-François Schenk de Stauffenberg tente également de devenir coadjuteur d'Augsbourg. L'évêque local Alexandre-Sigismond de Palatinat-Neubourg, son rival lors de l'élection épiscopale de 1704, n'est plus en mesure de gérer les affaires en raison de sa mauvaise santé mentale. Le 11 juin 1714, le chapitre de la cathédrale d'Augsbourg l'élit finalement coadjuteur à la majorité des deux tiers. L'électeur Jean-Guillaume de Neubourg-Wittelsbach, frère de l'évêque malade, le félicite pour l'élection. L'empereur Charles VI approuve expressément l'élection.
Pendant son épiscopat, il y a diverses disputes, mais surtout des plaintes contre des responsables autrichiens. La raison en est le conflit interne du diocèse lui-même : nombre de ses domaines, situés en Suisse et en Allemagne, se sont convertis à la Réforme protestante et dans la partie allemande, il y a également de nombreuses intrigues. La ville épiscopale de Constance se trouve dans la région de Haute-Autriche, mais pas la résidence de Meersburg. L'évêque vit également quelque temps au château d'Hegne (de) en tant qu'abbé de Reichenau. Les accusations mutuelles et les questions juridiques conduisent à des plaintes auprès de l'empereur et du pape. Les tensions diplomatiques sont inévitables.
Une forte opposition s'était également formée contre le coadjuteur du chapitre de la cathédrale d'Augsbourg. Dans un jeu d'intrigues, ils voulaient obtenir au plus vite la démission du nouvel administrateur du diocèse. L'évêque Alexandre, malade, est partiellement déclaré en bonne santé, mais des chanoines voulaient gérer les affaires gouvernementales en arrière-plan. L'évêque coadjuteur doit surmonter toutes sortes de luttes avant de pouvoir finalement prendre le contrôle de l'administration d'Augsbourg en 1737 après la mort de son prédécesseur.
Jean-François Schenk de Stauffenberg veut être économe, mais il ne réussit pas à rembourser complètement les dettes accumulées. Au cours de son épiscopat, Stauffenberg édicte également des règlements sur le mode de vie du clergé et soumet en 1724 au chapitre de la cathédrale une interdiction des perruques pour le clergé séculier, que le nonce cardinal Fabrizio Paolucci avait émise à Lucerne. Il travaille intensivement pour interdire les écrits théologiques absurdes.

### Vieillesse et mort
Alors qu'il se plaint depuis longtemps de problèmes de santé et que la capacité de voyager de cet homme de 82 ans est limitée, il fait un dernier voyage d'affaires. De Dillingen en passant par Meersburg et Hegne, il va à Meßkirch, où le prince Froben Ferdinand de Fürstenberg et son épouse Marie Thérèse comtesse von Sulz célébrent leurs noces d'or. Après le service solennel, il meurt dans sa chambre en habit épiscopal le 12 juin 1740.
Selon ses instructions, il fut enterré à la cathédrale de Constance. Sa tombe se trouve sous le sol à l'entrée nord. Au-dessus du portail se trouve l'épitaphe avec huit armoiries ancestrales et l'inscription latine : « Debout, vagabond, et lis ! Ici repose le vénérable et haut seigneur M. Johann Franz des barons Schenck von Stauffenberg, prince et évêque du Saint-Empire romain germanique de Constance et d'Augsbourg, qui, avec sa majesté amicale, avec une merveilleuse sagesse et une douceur unique, a effrayé les loups et attirait les agneaux ; que l'église serait longtemps un support, il fit construire le séminaire qui devait lui donner les piliers. Il meurt à Meßkirch le 12 juin 1740 à l'âge de 82 ans le jour de son élection, afin que vous sachiez que le repos est dû à celui qui avait déployé pendant 36 ans les plus grands efforts pour l'épouse qui lui était confiée. Va, vagabond, et pleure ! »
L'un des nombreux tableaux représente le prince-évêque en habit noir, avec le grand pectoral. On peut constater à quel point l'image est exacte du fait que lors de l'ouverture d'une tombe le 12 février 1946, cette même croix est avec de grosses pierres bleues étroitement alignées les unes contre les autres. À cette époque, le dallage en pierre de la cathédrale est renouvelé. Il s'avère que le prince-évêque fut enterré dans un cercueil très simple en bois et en métal, sans aucun bijou. Le squelette est conservé. Une pierre bleue orne également l'anneau épiscopal du gant pontifical décoré d'or. Un simple bâton en bois sert de crosse d'évêque.